# Arco di Alessandro Severo

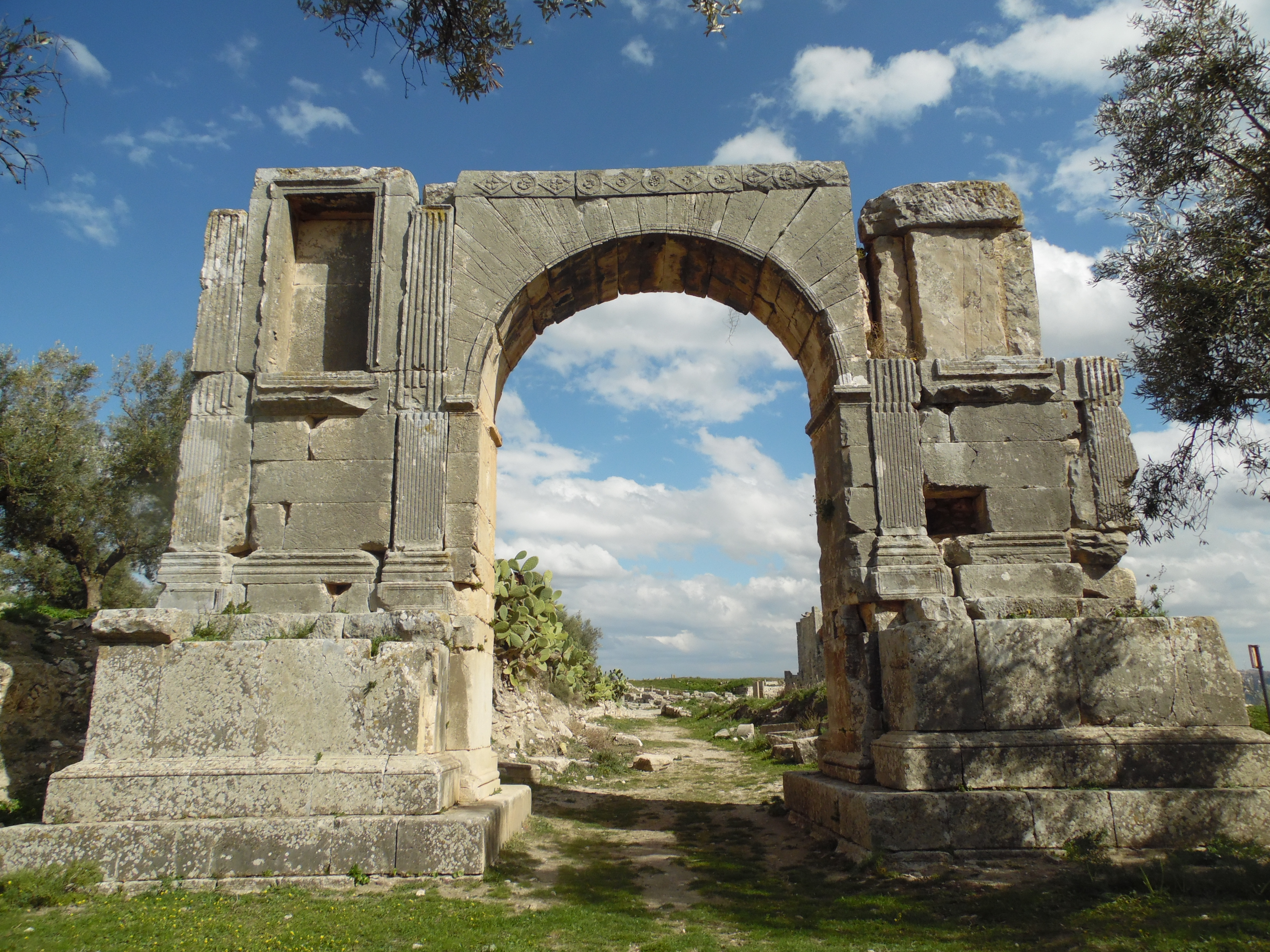
Arco di Alessandro Severo a Thugga

L'arco di Alessandro Severo  è un arco romano situato a Dougga (governatorato tunisino di Béja), antica Thugga, dedicato all'imperatore Alessandro Severo (222-235).
L'arco venne edificato nel 228 come ringraziamento all'imperatore per i benefici accordati alla città. Aveva la funzione di una delle porte cittadine, all'ingresso di una strada che si ricollegava alla strada tra Cartagine e Tébessa.
L'arco conserva l'arcata dell'unico fornice, largo circa 4 m e i piloni laterali con nicchie, inquadrate da colonne distaccate da parete oggi scomparse (restano le retrostanti lesene scanalate) su un alto zoccolo; resta inoltre solo un breve tratto della trabeazione principale disposta immediatamente sopra i conci dell'arcata.
L'arco, insieme ai monumenti di tutto il sito archeologico di Dougga, è stato inserito nella lista dei Patrimoni mondiali dell'umanità dell'UNESCO nel 1997